# 로나 롬니 맥대니얼
로나 롬니 맥대니얼(영어: Ronna Romney McDaniel, 1973년 1월 19일 ~ )는 미국 공화당 소속의 정치인으로, 전 공화당 미시간주 지역위원장, 현 전국위원장이다. 그녀는 2016년 미국 대통령 선거 당시 도널드 트럼프 후보를 지지했는데, 이후 그녀가 전국위원장으로 지명된 것은 다양성 확보의 일환으로 이루어진 것으로 추정된다.